# Isònoe (satèl·lit)
Isònoe (del grec Ισονοη), o Júpiter XXVI, és un satèl·lit natural
irregular del planeta Júpiter. Fou descobert l'any 2000 per un equip de la Universitat de Hawaii liderat per Scott Sheppard i rebé la designació provisional de S/2000 J 6.

## Característiques
Isònoe té un diàmetre d'uns 3,8 quilòmetres, i orbita Júpiter a una distància mitjana de 23.833 milions de km en 751,647 dies, a una inclinació de 166 º a l'eclíptica (169° a l'equador de Júpiter), en una direcció retrògrada i amb una excentricitat de 0,166.
Pertany al grup de Carme, compost pels satèl·lits irregulars retrògrads de Júpiter en òrbites entre els 23 i 24 milions de km i en una inclinació d'uns 165 °.

### Denominació
Isònoe deu el seu nom al personatge de la mitologia grega d'Isònoe; Isònoe fou una de les danaides, conquesta amorosa de Zeus, amb la qual tingué a Orcomen. Isònoe rebé el nom definitiu el 22 d'octubre de 2002., la seva designació provisional fou S/2000 J 6, que indica que fou el sisè satèl·lit de Júpiter fotografiat per primera vegada l'any 2000.